# (162937) Prêtre
(162937) Prêtre est un astéroïde de la ceinture principale.

## Description
(162937) Prêtre est un astéroïde de la ceinture principale. Il fut découvert le 12 août 2001 à Vicques par Michel Ory. Il présente une orbite caractérisée par un demi-grand axe de 3,05 UA, une excentricité de 0,28 et une inclinaison de 0,1° par rapport à l'écliptique.
Il fut nommé en l'honneur de René Prêtre, chirurgien suisse, né en 1957 à Boncourt. Spécialisé dans la chirurgie cardiaque pour les enfants, la transplantation, les malformations cardiaques et la reconstruction de certaines valves. Le 9 janvier 2010, il est élu « Suisse de l'année 2009 » lors de la cérémonie télévisée « SwissAward ».

## Compléments